# タウチョ
タウチョ(Tauco、豆醤)は、発酵黄ダイズから作るペーストで、インドネシア風中華料理、マレーシア料理、タイ料理等で用いられる。タウチョは、黄ダイズを茹で、磨り潰し、小麦粉と混ぜ、発酵させて作る。できたペーストを食塩水に浸け、数週間日干しし、ペーストの色が赤色がかった黄色になるまで、さらに発酵させる。良いタウチョは、独特の香りを持つ。スンダ料理やジャワ料理等、他のインドネシア料理でも一般的に用いられる。マレーシア料理、シンガポール料理、ブルネイ料理、タイ料理でも用いられる。
調味料として用い、tahu tauco（豆腐のタウチョソース）、kakap tahu tausi（レッドスナッパーと豆腐の醤油ソース）等の炒め物や、swikee oh（食用ガエルの脚のタウチョスープ）やpie oh（インドシナオオスッポンのタウチョスープ）等のスープの味付けに使う。主な生産地は、西ジャワ州のチアンジュールや中部ジャワ州のペカロンガンである。シンガポール、マレーシア、ブルネイでシェアの高いブランドは、ヨー・ヒャップセンである。タイ王国では、このソースはしばしばパットミーコラートのような炒め物の味付けやカオマンガイ等のディップとして用いられる。